# Mar del Plata
Mar del Plata is een stad in Argentinië met 615.350 inwoners (in 2010), ongeveer vierhonderd kilometer van de hoofdstad Buenos Aires. De havenstad, gesticht in 1874, geldt onder meer vanwege de stranden als een populaire toeristische trekpleister. Mar del Plata is gelegen in partido General Pueyrredón in de provincie Buenos Aires aan de Atlantische Oceaan en wordt ook wel 'de Atlantische Parel' genoemd.

## Geschiedenis
In 1746 zetten jezuïtische missionarissen een missiepost op bij het De las Cabrillasmeer (het tegenwoordige De los Padresmeer), genaamd Reducción del Pilar, om de indianen te bekeren tot het christendom. De indiaanse bevolking bereikte een grootte van zo'n 1200 inwoners zodat het werd gezien als een stad. Vanwege vijandige onrusten moest de post in 1751 verlaten worden.
In 1856 vestigde José Coelho de Meyrelles zich in de regio. Hij startte een fabriek om vlees te pekelen. In 1860 verkocht hij zijn eigendommen aan Patricio Peralta Ramos, de grondlegger van Mar del Plata. Na overleg met de gouverneur van de provincie Buenos Aires krijgt de plaats op 10 februari 1874 de naam Mar del Plata; erkenning als stad volgt in 1920.
In 1886 arriveerde de eerste trein in Mar del Plata, waardoor de stad binnen enkele jaren kon uitgroeien tot een luxe kustresort, dat zich kon meten meten met de beste in Europa. Aan het eind van de negentiende en het begin van de twintigste eeuw zijn indrukwekkende gebouwen opgetrokken in Engelse en Franse stijl. Enkele zijn nog steeds te bewonderen. In het begin bouwden alleen rijkelui uit Buenos Aires luxe vakantiehuizen in Mar del Plata; tegenwoordig brengen elk jaar zo'n 6 miljoen mensen een bezoek aan de stad.

## Klimaat
Mar del Plata kent een zeeklimaat, volgens de klimaatclassificatie van Köppen Cfb, met vochtige en warme zomers en frisse winters. De stad kampt in de winter met koude lucht aangevoerd van Antarctica waarbij sneeuwval niet ongebruikelijk is. De jaarlijkse gemiddelde temperatuur is 14 °C en de warmste maand is januari met een gemiddelde van 20,3 °C. Juli is de koudste maand met een gemiddelde temperatuur van 8,1 °C. Er valt ruim 900 millimeter neerslag per jaar. De meeste neerslag valt in de periode van december tot en met maart. De stad kent geen echt droge maanden.

## Transport
Autovía 2 Juan Manuel Fangio is een autoweg die Mar del Plata verbindt met Buenos Aires.
Ten noorden van Mar del Plata bevindt zich de Internationale luchthaven Astor Piazzolla. In de stad ligt ook een belangrijke marinehaven.

## Religie
Sinds 1957 is de stad de zetel van het rooms-katholieke bisdom Mar del Plata. Hoofdkerk is de kathedraal gewijd aan de heiligen Petrus en Cecilia.

## Sport
Mar del Plata was in 1995 gastheer van de Pan-Amerikaanse Spelen en organiseerde in hetzelfde jaar het hockeytoernooi om de Champions Trophy voor vrouwen. De start van de Dakar-rally 2012 vond hier plaats.
Mar del Plata was met het stadion Estadio José María Minella speelstad bij het WK voetbal van 1978. Het stadion fungeert als thuisbasis van Aldovisi.

## Geboren in Mar del Plata
- José María Minella (1909-1981), voetballer en trainer
- Ástor Piazzolla (1921-1992), bandoneonist en componist
- Héctor Babenco (1946-2016), Argentijns-Braziliaans regisseur
- Sergio Fortunato (1956), voetballer
- Juan Curuchet (1965), wielrenner
- Ramiro Blas (1966), acteur
- Germán Burgos (1969), voetballer
- Martín Conde (1971), beachvolleyballer
- Juan Esnáider (1973), voetballer
- Jorge Martín Montenegro (1983-2023), Argentijns-Spaanse wielrenner
- Federico Azcárate (1984), voetballer
- Horacio Zeballos (1985), tennisser
- Damián Martínez (1992), voetballer
- Emiliano Buendía (1996), voetballer
- Matías Soulé (2003), voetballer